# Lista meczów reprezentacji Anglii w piłce nożnej mężczyzn prowadzonej przez Stevena McClarena

## Oficjalne międzynarodowe spotkania
| Nr | Przeciwnik         | Miejsce             | Data                 | Impreza                      | Wynik     |
| -- | ------------------ | ------------------- | -------------------- | ---------------------------- | --------- |
| 1  | Grecja             | Manchester          | 16 sierpnia 2006     | mecz towarzyski              | 4:0 (4:0) |
| 2  | Andora             | Manchester          | 2 września 2006      | eliminacje Mistrzostw Europy | 5:0 (3:0) |
| 3  | Macedonia Północna | Skopje              | 6 września 2006      | eliminacje Mistrzostw Europy | 1:0 (0:0) |
| 4  | Macedonia Północna | Manchester          | 7 października 2006  | eliminacje Mistrzostw Europy | 0:0       |
| 5  | Chorwacja          | Zagrzeb             | 11 października 2006 | eliminacje Mistrzostw Europy | 0:2 (0:0) |
| 6  | Holandia           | Amsterdam           | 15 listopada 2006    | mecz towarzyski              | 1:1 (1:0) |
| 7  | Hiszpania          | Manchester          | 7 lutego 2007        | mecz towarzyski              | 0:1 (0:0) |
| 8  | Izrael             | Tel Awiw-Jafa       | 24 marca 2007        | eliminacje Mistrzostw Europy | 0:0       |
| 9  | Andora             | Barcelona Hiszpania | 28 marca 2007        | eliminacje Mistrzostw Europy | 3:0 (0:0) |
| 10 | Brazylia           | Londyn              | 1 czerwca 2007       | mecz towarzyski              | 1:1 (0:0) |
| 11 | Estonia            | Tallinn             | 6 czerwca 2007       | eliminacje Mistrzostw Europy | 3:0 (1:0) |
| 12 | Niemcy             | Londyn              | 22 sierpnia 2007     | mecz towarzyski              | 1:2 (1:2) |
| 13 | Izrael             | Londyn              | 8 września 2007      | eliminacje Mistrzostw Europy | 3:0 (1:0) |
| 14 | Rosja              | Londyn              | 12 września 2007     | eliminacje Mistrzostw Europy | 3:0 (2:0) |
| 15 | Estonia            | Londyn              | 13 października 2007 | eliminacje Mistrzostw Europy | 3:0 (3:0) |
| 16 | Rosja              | Moskwa              | 17 października 2007 | eliminacje Mistrzostw Europy | 1:2 (1:0) |
| 17 | Austria            | Wiedeń              | 16 listopada 2007    | mecz towarzyski              | 1:0 (1:0) |
| 18 | Chorwacja          | Londyn              | 21 listopada 2007    | eliminacje Mistrzostw Europy | 2:3 (0:2) |

Bilans
|                 | zwycięstwa | remisy | porażki |
| ogółem          | 9          | 4      | 5       |
| dom             | 5          | 2      | 3       |
| wyjazd          | 3          | 2      | 2       |
| neutralny teren | 1          | 0      | 0       |

|                 | strzelone | stracone |
| ogółem          | 32        | 11       |
| dom             | 22        | 6        |
| wyjazd          | 7         | 5        |
| neutralny teren | 3         | 0        |

## Mecze Anglii B
| Nr | Przeciwnik | Miejsce | Data         | Wynik     |
| -- | ---------- | ------- | ------------ | --------- |
| 1  | Albania    | Burnley | 25 maja 2007 | 3:1 (2:1) |